# Evita Muñoz
Eva María Muñoz Ruiz (* 26. November 1936 in Orizaba, Veracruz; † 23. August 2016 in Mexiko-Stadt), besser bekannt als Evita Muñoz, war eine mexikanische Schauspielerin, die in zahlreichen Spielfilmen und Fernsehserien mitgewirkt hat, aber auch immer wieder auf der Bühne stand. Bekannt war die „Kinderdarstellerin des mexikanischen Kinos“ auch unter ihrem Spitznamen Chachita, einer Kurzform für Muchachita, was übersetzt „Das (kleine) Mädchen“ bedeutet.

## Leben
Die schauspielerische Laufbahn von Evita Muñoz begann bereits im Alter von drei Jahren, als sie 1940 mit einer kleinen Rolle in dem Film El secreto del sacerdote (spanisch für Das Geheimnis des Priesters) debütierte. In ihrem nächsten Film ¡Ay Jalisco, no te rajes! aus dem Jahr 1941 wirkte sie an der Seite des mexikanischen Superstars Jorge Negrete, der auch das Titellied des Filmes sang. Aus diesem Film bezog Muñoz auch ihren Spitznamen, der sie ein Leben lang begleiten sollte.
Der Durchbruch gelang ihr mit der Filmtrilogie an der Seite des anderen großen mexikanischen Sängers dieser Zeit, Pedro Infante, der in diesen Filmen, in denen Muñoz ebenfalls als „Chachita“ auftrat, ihren Vater verkörperte: Nosotros los pobres (Wir, die Armen) und Ustedes los ricos (Ihr, die Reichen), beide aus dem Jahr 1948, sowie Pepe el Toro (Pepe, der Stier) aus dem Jahr 1953.
Später spielte „Chachita“ Muñoz unter anderem an der Seite von internationalen Stars wie Michael Douglas, Kathleen Turner und Danny DeVito in dem 1984 uraufgeführten Film Auf der Jagd nach dem grünen Diamanten.
Evita Muñoz starb im Alter von 79 Jahren infolge einer Lungenentzündung.

## Filmografie (Auswahl)

### Spielfilme
- 1940: El secreto del sacerdote
- 1941: ¡Ay, Jalisco... no te rajes!
- 1943: ¡Qué lindo es Michoacán!
- 1947: Yo vendo unos ojos negros
- 1948: Nosotros los pobres
- 1948: Ustedes los ricos
- 1950: Las dos huerfanitas
- 1951: Los pobres siempre van al Cielo
- 1953: Pepe el Toro
- 1957: La locura del Rock ’n’ Roll
- 1957: Así era Pancho Villa
- 1981: El barrendero
- 1983: En el camino andamos
- 1984: Auf der Jagd nach dem grünen Diamanten (Romancing the Stone)
- 1984: Hermelinda Linda – Hermelinda Linda

### Fernsehserien
- 1958: Gutierritos (3 Episoden)
- 1964: Corona de lágrimas (3 Episoden)
- 1974–1977: Mundo de juguete (307 Episoden)
- 1986: Nosotros los Gómez (185 Episoden)
- 1992: Ángeles sin paraíso (160 Episoden)
- 2005: Contra viento y marea (46 Episoden)
- 2008/09: Cuidado con el ángel (180 Episoden)
- 2012/13: Qué bonito amor (54 Episoden)